# Rândunica
Rândunica – wieś w Rumunii, w okręgu Tulcza, w gminie Mihail Kogălniceanu. W 2011 roku liczyła 614 mieszkańców.